# Pliocercus
Pliocercus – rodzaj węży z podrodziny ślimaczarzy (Dipsadinae) w rodzinie połozowatych (Colubridae).

## Zasięg występowania
Rodzaj obejmuje gatunki występujące w Meksyku, Belize, Gwatemali, Salwadorze, Hondurasie, Nikaragui, Kostaryce, Panamie, Kolumbii, Ekwadorze i Peru; stwierdzenia z Brazylii okazały się błędne.

## Systematyka

### Etymologia
- Pliocercus: gr. πλειων pleiōn „liczniejszy, więcej, większy”, forma od πολυς polus „liczny, mnogi”[6]; κερκος kerkos „ogon”[7].
- Elapochrus: gr. ελαποχρους elapokhrous[3]. Gatunek typowy: Elapochrus deppei Peters, 1860 (= Pliocercus elapoides Cope, 1860).

### Podział systematyczny
Do rodzaju należą następujące gatunki:
- Pliocercus elapoides Cope, 1860
- Pliocercus euryzonus Cope, 1862